# 러시아 태평양 함대
러시아 태평양 함대(~太平洋艦隊, 러시아어: Тихоокеанский флот)는 태평양을 활동범위로 하는 러시아와 소련의 함대이다. 1731년 '오호츠크 소함대'(러시아어: Охотская военная флотилия)로서 창립되었다. 본부는 블라디보스토크이며, 해군기지가 부근 지역에 몇 곳 있다. 다른 중요한 기지는 캄차카반도 아바차만의 페트로파블롭스크캄차츠키인데, 부근의 빌류친스크에는 잠수함기지가 있다.
소비에트 연방의 냉전시기에는 소련 인도양(제8) 소함대와 소코트라섬 등 인도양 연안의 기술지원점에 대해서 운영방향과 관리의 책임을 가지고 있었다.

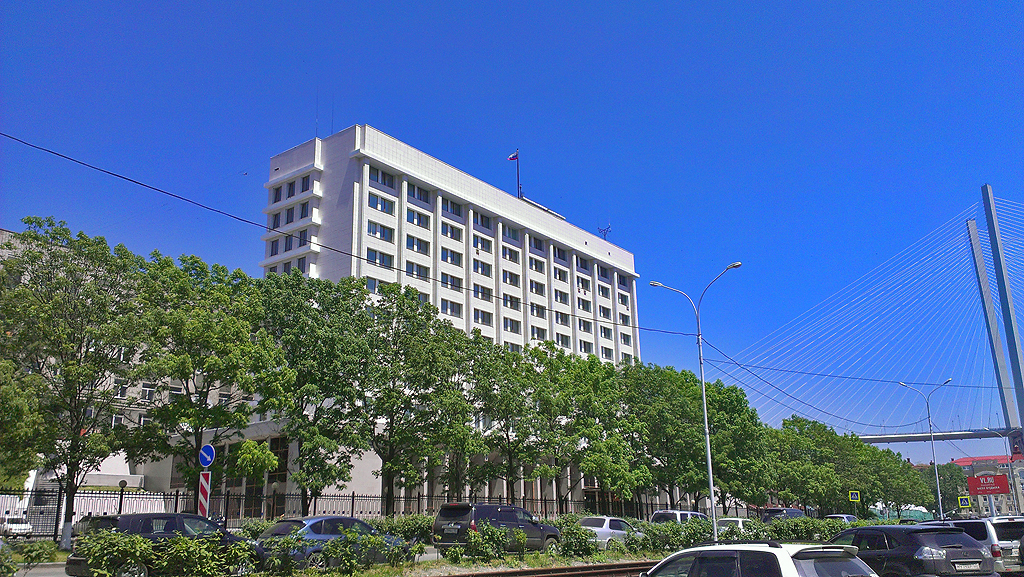
러시아 태평양 함대 본부 (블라디보스토크)

## 같이 보기
- 미국 태평양 함대
- 청진 상륙 작전
- 웅기 상륙 작전